# Halhín-goli csata
A Halhín-goli csatára 1939-ben került sor a szovjet és a japán hadsereg között a mongóliai Halhín-gol folyónál.

## Előzmények
A Japán Császárság az 1930-as évek közepétől kezdve erőteljes terjeszkedésbe kezdett a távol-keleti és délkelet-ázsiai, illetve a csendes-óceáni térségben. Kína nagy részének gyors térdre kényszerítése után a japánok figyelme egyre inkább Mongólia, illetve a Szovjet-Távol-Kelet felé fordult. A nyugati hódítási terveket szolgálta részben a mandzsúriai japán betelepítés is, ugyanis több százezer japán földművest telepítettek szisztematikusan a mongol és orosz határvidékre. 
Nyílt háborús konfliktus esetén a Kvantung-hadsereg ugyanis itt kívánta az egyik hadtápterületét kialakítani, ahol utánpótlásra tehet szert élelmiszerben és emberanyagban, s ezt helyben megtelepedett japán nemzetiségűek biztosítanák. A telepítési program azonban nem számolt azzal, hogy a mandzsúriai éghajlat kifejezetten zord és a betelepített japán földművesek gazdasági módszerei ezen a területen nem igazán alkalmazhatóak. Ez kétségessé tette, hogy a japán telepesek képesek lesznek ezeken a vidékeken gyökeret verni. Ráadásul a telepesek nem parlagi, vagy művelésben eddig nem hasznosított földterületeket vettek igénybe, hanem kínaiaktól erőszakkal elvett birtokokat kaptak. Ezen birtokok megszerzésében a Kvantung-hadsereg aktívan részt vett, ami mérhetetlen gyűlöletet ébresztett a helyi lakosságban a japánok iránt.
A mongol kormány, érezve a japán fenyegetés erősödését a korábban elhanyagolt és korszerűtlen néphadsereg fejlesztésébe kezdett. Ennek során 1935 februárjában határozatot hoztak a katonáskodás idejéről (minden 18–45 év közti mongol állampolgárnak kötelező volt) és a katonaadó bevezetéséről.
A japán csapatok előrenyomulásával a mongol belpolitikai helyzet is kiéleződött. 1935. június 9-én gyújtogatás következtében az ulánbátori ipari kombinát textilüzemében tűz ütött ki. A politika rögtön felelősöket keresett, a Forradalmi Párt és a lámaság közt régóta feszült viszony kézenfekvő megoldást nyújtott, így a tűzesetet a sajtó a lámáknak tulajdonította, akik, mint a korabeli újságolvasó megtudhatta, japán megbízásból jártak el.
Míg a japán csapatok Kínában tovább folytatva előrenyomulásukat szinte az egész Belső-Mongólia Autonóm Terület kínai tartományt bekebelezték (ez a tartomány Kína és Mongólia határán van), addig a Mongol Népköztársaság egyre nagyobb ütemben korszerűsítette a hadseregét. Az állami költségvetésből 1934-ben 34,7% jutott hadi kiadásokra, addigra 1938-ra ez az érték 52,5%-ra futott fel, amely békeidőben példátlanul magas értéket jelent.
A frissen elfoglalt Belső-Mongóliát a japánok katonai közigazgatás alá vonták, egyre erősebben támogatták Dzsingisz kán kultuszát (ettől remélték, hogy elnyerik a mongolok lojalitását) és Mandzsukuo mintájára bábállamot hoztak létre Mengkukuo néven, amely Mongólia destabilizálását szolgálta. A bábállam területén a japánok fontos katonai bázisokat létesítettek, kiépítették a telefonhálózatot, utakat és vasutakat építettek, melyek arra voltak hivatottak, hogy segítsék a csapatösszevonásokat Mongólia keleti és a Szovjet-Távol-Kelet déli oldalán.
A határincidensek nyomán, valamint a növekvő háborús veszélyt figyelembe véve Mongólia és Szovjetunió 1936 márciusában kölcsönös segélynyújtási és barátsági szerződést kötött, miután nem tudták rendezni a határon kialakult helyzetet a japán és a mandzsukuói képviselőkkel. Ezt megelőzően 1936. március 1-jén Sztálin Roy W. Howard amerikai újságírónak adott interjújában kijelentette: minden körülmények közt segít Mongóliának egy esetleges támadás esetén.
A szerződés értelmében a Mongol Népköztársaság kormányának kérésére 1937-ben szovjet csapatok érkeznek Mongóliába. 1938-ban a Haszán-tó vidékén a japán és a szovjet csapatok összecsapásából a Vörös Hadsereg került ki győztesen, így a Szovjet-Távol-Kelet és Szibéria meghódítására irányuló japán törekvés ideiglenesen kudarcba fulladt.

## A csata
A japánok először Mandzsúria és Mongólia határán támadtak, 1939. május 28-án, kb. 2500 katonával, de a szovjet–mongol határőrség visszaverte őket. Erre a japánok nagyobb erőket összpontosítottak – június végére már 38 000 ember, 310 ágyú, 153 harckocsi és 225 repülőgép állomásozott a körzetben, a velük szemben álló szovjet erők száma 12 500 ember, 109 ágyú, 266 páncélautó, 186 páncélos és 82 repülőgép. Július 2-án a japánok, számbeli fölényüket kihasználva, támadásba lendültek, visszaszorították a szovjet–mongol erőket, és hídfőállást foglaltak el a Halhín-gol folyó nyugati partján, ami Mongólia legkeletebbi csücskében található. A hídfőállásból támadásokat lehetett volna indítani Mongólia központi területei ellen, amit a szovjet hadvezetés is észlelt. A védekező szovjet haderő – az 57. hadtest – parancsnoka, Zsukov tábornok szerint a japánoknak mintegy 10 000 katonát, 100 löveget és 60 páncéltörő ágyút sikerült átdobniuk a Halhín-gol folyón, méghozzá úgy, hogy ezt a haderőt a szovjet jobbszárnyat biztosító mongol lovashadosztály hadrendjén át mozgatták(!). Ez arra enged következtetni, hogy a mongol lovasság vagy elmenekült a harctérről, vagy tömegesen átállt az ellenséghez. A japán behatolást a mongol állások rutinszerű ellenőrzése során fedezték fel. A szovjet csapatok azonnal energikus ellencsapást indítottak, és a betörést 3 napos véres, kemény harcban felszámolták.
Ezután a japánok nem próbálkoztak erősebb rohamokkal, csak harcfelderítésre korlátozták a tevékenységüket, és átértékelve haditervüket, tovább erősítették a térségben tevékenykedő csapataikat. A cél most már egy erős, koncentrált támadás volt, melynek kezdetét összehangolták volna az európai háború kitörésének időpontjával. Augusztus elején az itt állomásozó egységekből megszervezték a 6. hadsereget, melynek parancsnoka Rippoh tábornok lett. A hadsereg 75 000 emberét 500 ágyú, 182 tank és 300 repülőgép támogatta.
A japánokkal szemben álló szovjet csoportosulást is megerősítették, és átkeresztelték 1. hadseregcsoport névre. Az 1. hadseregcsoportot augusztus közepére a következő szovjet egységek alkották:
36. motorizált lövészhadosztály
57. és a 82. lövészhadosztály
5. géppuskás dandár
6. és a 11. harckocsidandár
7., 8., és a 9. motorizált páncélosdandár
56. határvadászezred
185. tüzérezred
85. légvédelmi ezred.
Mongol részről a 6. és a 8. lovasdandár vett részt a harcban, a két dandár együttes ereje kb. 2260 ember volt.
A szovjet csapatok létszáma kb. 69 000 ember volt, valamint 542 ágyú és aknavető, 498 tank, 385 páncélautó és 515 repülőgép.
Zsukov a tokiói szovjet hírszerzés (dr. Richard Sorge és csoportja) jelentései útján megismerkedett a japán tervekkel, és úgy döntött, hogy megelőző csapást indít: augusztus elejétől a szovjetek elkezdtek élelmiszer-, és hadianyagkészleteket felhalmozni a támadáshoz, miközben mindent elkövettek, hogy a japánok azt higgyék: védelemben akarnak maradni. A támadó erőket főként éjszaka vonultatták fel kiindulási állásaikba, a tankokat és a gépesített alakulatokat szigorúan álcázták, a harckocsimotorok zaját ágyú- , és géppuskatűzzel, ill. repülőgépmotorok zajával álcázták.

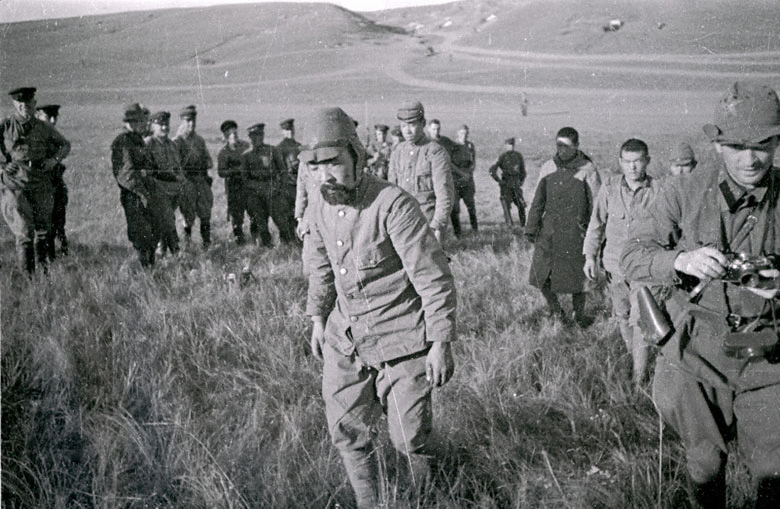
Foglyul ejtett japán katonák a csata után

A támadás augusztus 20-án, reggel 6:15 perckor indult: a szovjet tüzérség első célpontjai a japán légvédelmi ágyúk voltak. A japán állások fölött megjelenő 250 repülőgépnek nyomjelző lövedékekkel jelölték meg a célokat – a Polikarpov I–16-os vadászgépek rakétákkal is támadtak földi célpontokat. A szovjetek voltak a világon az elsők, akik „élesben” próbálták ki a repülőgépekről indított rakétákat. A tüzérségi előkészítés és bombázás után, 9 órakor rohamra indultak a szovjet csapatok. Két fő csapásmérő csoport rohamozta a japán állásokat, az északi és a déli. E két csoport ügyes manőverezéssel és energikus csapásokkal augusztus 26-ra kettős bekerítésbe fogta a japánokat. Ezután a küzdelem már csak a szívósan ellenálló kisebb japán csoportok megsemmisítéséből állt. 
A szovjet csapatok teljesítménye igen jónak mondható, különösen, ha figyelembe vesszük, hogy a mongol-kínai határ által behatárolt csatatér mélysége mindössze 20 km, szélessége pedig 74 km volt. Sztálin szigorúan utasította Zsukovot, hogy ne üldözze a japánokat a mongol-kínai határon túl, mert félt a konfliktus esetleges kiszélesedésétől. Zsukov hadtáp- és egészségügyi bázisától 120 km-re tevékenykedett, és ez megmutatkozott a veszteségeken is: a szovjet sebesültek között nagyon magas volt a halálozási arány, a hiányos hadtáptámogatás miatt gyenge volt a csapatok megfelelő élelmiszerrel és ivóvízzel való ellátottsága is – gyakori volt a fertőzéses esetek száma, mert a katonák kénytelenek voltak fertőzött vizet és rossz élelmet fogyasztani.
A japánok szeptember elején újabb betörést kíséreltek meg, de az 1. hadseregcsoport ismét visszaverte őket. A kudarc után a japánok fegyverszünetet kértek, és szeptember 16-án a harcok véget értek. A japán veszteségekről szóló becslések nagyon eltérnek egymástól, a japánok saját adataik szerint mintegy 17 000 főt, míg a szovjet adatok szerint mintegy 63 000 főt vesztettek. Az egykori beszámolók szerint a szovjetek vesztesége: 18 000 halott és sebesült.

## Az ütközet következményei
A kudarc után a japánok fegyverszünetet kértek, melyet 1939. szeptember 15-én írtak alá Moszkvában a Mongol Népköztársaság, a Szovjetunió és a Japán Császárság képviselői. Másnap, szeptember 16-án a harcok végleg véget értek.
A Halhín-goli csata következményeképp a japán csapatok végleg letettek arról, hogy megtámadják Mongóliát vagy a Szovjetuniót, így a Szovjetunió teljes erejével az európai helyzetre koncentrálhatott. Többek közt ennek köszönhető, hogy másnap, szeptember 17-én a Vörös Hadsereg alakulatai megtámadták Kelet-Lengyelországot, ezt követően megszállták a Molotov–Ribbentrop-paktumban megállapított vonalig.

## Befejezés

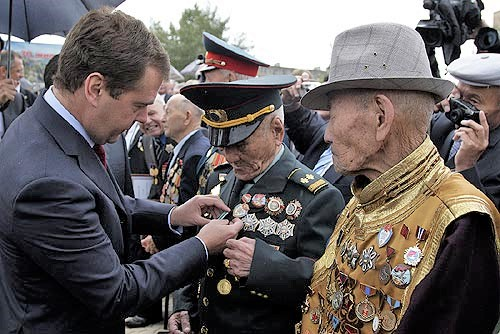
Dmitrij Medvegyev orosz elnök mongol veteránoknak ad át kitüntetéseket Ulánbátorban a csata 70. évfordulóján

A Halhín-goli csata után Szovjetunió és a Japán Császárság csapatai egészen 1945-ig nem folytattak harci tevékenységet egymás ellen, erre a japánok az elszenvedett fiaskó miatt különösen ügyeltek. Az európai háború befejezése után (1945 május) már csak Japán harcolt a szövetségesek ellen. A jaltai konferencia értelmében 1945. augusztus 8-án a Mandzsúriában állomásozó japán csapatokat a szovjet és a velük együttműködő mongol csapatok megtámadták és rövid háborúban legyőzték, majd kiszorították a szárazföldről.
A második világháború befejezésének napján (1945. szeptember 2.) Sztálin moszkvai beszédében a Haszan-tó és a Halhín-gol térségében megkezdett harcokat jelölte meg olyan történelmi mérföldkőnek, mely kezdete volt a japán hadsereg megsemmisítésének és a Szovjetunió győzelmének.